# Hoplia virginioi
Hoplia virginioi är en skalbaggsart som beskrevs av Guido Sabatinelli 1983. Hoplia virginioi ingår i släktet Hoplia och familjen Melolonthidae. Inga underarter finns listade i Catalogue of Life.